# Max Scheler
Max Ferdinand Scheler (født 22. august 1874 i München, død 19. maj 1928 i Frankfurt am Main) var en tysk filosof. Han er en af de tidlige fænomenologer. 
Max Scheler er især kendt for sin "materielle værdietik": Han afviser som Immanuel Kant, at handlinger skal vurderes på deres konsekvenser, men han mener i modsætning til Kants etik at etikken har et indhold, nemlig de rene, ideale værdier. Max Scheler har også bidraget til den filosofiske antropologi, filosofiske psykologi og til kulturfilosofien. Scheler regnes også for at være en personalistisk filosof, og personbegrebet fylder da også meget i hans filosofi.

## Liv
Max Scheler blev født i München. Som ung mand konverterede kan til katolicismen, som han først forlod i 1921. Han studerede medicin i München og Berlin og filosofi (under Wilhelm Dilthey og sociologi under Georg Simmel). Hans modtog doktoratet i filosofi i Jena. I 1902 mødte han Edmund Husserl i München og blev en del af cirklen omkring Husserl. Han var en del af reaktionen på Jahrbuch für Philosophie und phänomenologische Forschung, hvor bl.a. hans hovedværk Formalismen i etikken og den materiale værdietik udkom. Han var reserveret omkring væsentlige dele af fænomenologien og foretrak at udvikle sine egne ideer. Han førte en omflakkende akademisk karriere indtil han i 1919 blev ansat som professor i Köln, hvor han forblev til sin død. 

## Værker
- Zur Phänomenologie und Theorie der Sympathiegefühle und von Liebe und Hass, 1913
- Der Genius des Kriegs und der Deutsche Krieg, 1915
- Der Formalismus in der Ethik und die materiale Wertethik, 1913 - 1916
- Krieg und Aufbau, 1916
- Die Ursachen des Deutschenhasses, 1917
- Vom Umsturz der Werte, 1919
- Neuer Versuch der Grundlegung eines ethischen Personalismus, 1921
- Vom Ewigen im Menschen, 1921
- Probleme der Religion. Zur religiösen Erneuerung, 1921
- Wesen und Formen der Sympathie, 1923 (neu aufgelegt als Titel von 1913: Zur Phänomenologie ...)
- Schriften zur Soziologie und Weltanschauungslehre, 3 Bände, 1923/1924
- Die Wissensformen und die Gesellschaft, 1926
- Der Mensch im Zeitalter des Ausgleichs, 1927
- Die Stellung des Menschen im Kosmos, 1928
- Philosophische Weltanschauung, 1929
- Logik I. (Fragment, Korrekturbögen). Amsterdam 1975